# Abraham ben Szlomo Abulafia

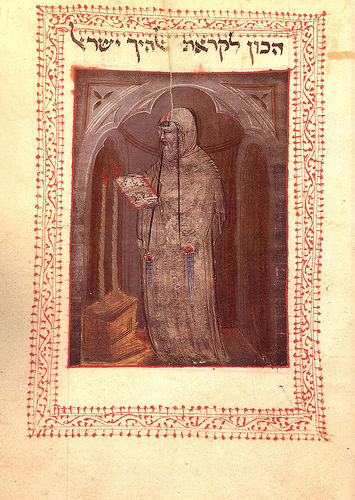
„Światło intelektu” Abrahama Abulafii, 1285r

Abraham ben Szlomo Abulafia (ur. 1241 w Saragossie w Hiszpanii, zm. 1291 na Comino w archipelagu Wysp Maltańskich) – Żyd sefardyjski, czołowy przedstawiciel kabały profetycznej.
Pochodził z Saragossy, ale niemal całe życie spędził na wędrówce. Mając 17 lat, udał się do Ziemi Świętej w poszukiwaniu Dziesięciu Zaginionych Plemion Izraela, które miały jakoby znajdować się na wschód od mitycznej rzeki Sambation. Na przeszkodzie młodzieńczym poszukiwaniom stanęła jednak wojna między mamelukami a Mongołami. Zmuszony wracać do Akry, Abulafia udał się następnie do Grecji (Patras, Teby), później zaś do Italii (Kapua), gdzie pod kierunkiem rabiego Hilela z Werony zgłębiał wiedzę Przewodnika Błądzących (More Newuchim) autorstwa Majmonidesa. Znany jest epizod z 1280 kiedy udał się do Rzymu by, jak sądzi część badaczy (Kaplan, Scholem), nawrócić papieża na judaizm. Jednakże w noc poprzedzającą niedoszłą wizytację papież Mikołaj III niespodziewanie zmarł. Abulafia został uwięziony na cztery tygodnie przez franciszkanów. Uniknął jednak spalenia na stosie, który przygotowały dlań straże papieskie. Po tych wydarzeniach kabalista zaczął komponować pisma prorockie, z których do naszych czasów zachowało się tylko jedno – Sefer ha-Ot, Księga Znaku, napisana w 1288. Głosił też wówczas bliskie nadejście czasów mesjańskich i powrót ducha profetycznego pośród członków narodu żydowskiego. Oskarżony o uzurpację prorocką schronił się na Comino – jednej z wysp archipelagu Wysp Maltańskich. Głosił mistykę kontemplacji, której obiektem były litery alfabetu hebrajskiego, oraz kombinacje literowe imienia Boga. Za prawdziwe źródło wiedzy mistycznej uważał przede wszystkim Sefer Jecira oraz More newuchim Majmonidesa.